# Rectoeponides
Rectoeponides es un género de foraminífero bentónico de la Subfamilia Rectoeponidinae, de la Familia Eponididae, de la Superfamilia Discorboidea, del Suborden Rotaliina y del Orden Rotaliida. Su especie-tipo es Rectoeponides cubensis. Su rango cronoestratigráfico abarca desde el Paleoceno hasta el Eoceno superior.

## Clasificación
Rectoeponides incluye a las siguientes especies:
- Rectoeponides cubensis †
- Rectoeponides dalmatina †